# آرلین هاول
آرلین هاول (متولد اورلین هاول؛ 26 اکتبر 1939) بازیگر سابق و ملکه زیبایی اهل آمریکا است. او برنده ملکه زیبایی ایالات متحده آمریکا ۱۹۵۸ شده است او به نمایندگی از آمریکا در دوشیزه جهان ۱۹۵۸ شرکت کرد و مقام سوم را کسب نمود. هاول در دهلی، لوئیزیانا، متولد شد. خانواده در سال 1952 به بووژر، لوئیزیانا نقل مکان کردند او دو خواهر دارد. آنها در مدارس محلی تحصیل کردند.